# えがおのてんさい/言えないから
「えがおのてんさい」（えがおのてんさい）は、ぷちぷりーず、及び石田燿子の8枚目のシングル。2002年11月7日にパイオニアLDCから発売された。

## 概要
- テレビアニメ『ぷちぷり*ユーシィ』のオープニングテーマとエンディングテーマを収録。
- 表題曲「えがおのてんさい」はテレビアニメ『ぷちぷり*ユーシィ』のオープニングテーマとなっており、メインキャラクター5人による声優ユニット・ぷちぷりーずが歌っている。
- カップリングには、石田燿子によるエンディングテーマ「言えないから」が収録されている。
- ジャケットには、ぷちぷりーずのメンバー5人が描かれている。

## 収録曲
1. えがおのてんさい [3:58]
歌：ぷちぷりーず（山本麻里安、松岡由貴、福井裕佳梨、川澄綾子、折笠富美子）
作詞：森浩美、作曲・編曲：長岡成貢
  - テレビアニメ『ぷちぷり*ユーシィ』オープニングテーマ
2. 言えないから [5:06]
歌：石田燿子
作詞：石田燿子、作曲：奥井雅美、編曲：長岡成貢
  - テレビアニメ『ぷちぷり*ユーシィ』エンディングテーマ
3. えがおのてんさい（オリジナルカラオケ）
4. 言えないから（オリジナルカラオケ）

## 収録作品
| 収録作品名                                     | 曲名                     | 作品種類         | 発売日        |
| ---------------------------------------------- | ------------------------ | ---------------- | ------------- |
| ぷちぷり*ユーシィ オリジナル・サウンドトラック | えがおのてんさい TV-SIZE | サウンドトラック | 2003年1月24日 |
| ぷちぷり*ユーシィ オリジナル・サウンドトラック | 言えないから TV-SIZE     | サウンドトラック | 2003年1月24日 |